# Шидловцы (Чемеровецкий район)
Шидловцы (укр. Шидлівці) — село в Чемеровецком районе Хмельницкой области Украины.
Население по переписи 2001 года составляло 550 человек. Почтовый индекс — 31630. Телефонный код — 3859. Занимает площадь 2,026 км². Код КОАТУУ — 6825289401.

## Местный совет
31630, Хмельницкая обл., Чемеровецкий р-н, с. Шидловцы, ул. Ленина, 22